# NKK SC
NKK Soccer Club (jap. NKKサッカー部 NKK Sakkā-Bu) – japoński klub piłkarski założony w 1932, z siedzibą w Kawasaki, w prefekturze Kanagawa. W sezonie 1967 zadebiutował na pierwszym poziomie rozgrywkowym.

## Historia
Klub powstał w 1932 jako klub przyzakładowy Nippon Kokan, huty znajdującej się w Kawasaki, która obecnie jest częścią JFE Holdings. Pierwsze mecze rozegrał w 1933, a w 1935 został przez przedsiębiorstwo uznany za dział firmy. W tym samym roku wstąpił do ligi biznesowej Kantō i awansował do pierwszej grupy tejże w 1938. W 1948 brał udział w 1. Narodowych Mistrzostwach Drużyn Biznesu. W 1955 pokonał 3:2 Hitachi SC, w finale na 1. Prefekturalnych Mistrzostwach Konkurencyjnych, który odbył się na stadionie Meiji-jingū Gaien i po raz pierwszy wygrał krajowy turniej.
Po dołączeniu do JSL prawie co roku klub kończył na końcu stawki, przez co był częstym bywalcem baraży, miało to miejsce w latach 1967, 1968, 1970, 1971, 1973 i 1975. W 1969 do zespołu dołączył Nobuo Fujishima, który czterokrotnie został wybierany do najlepszej jedenastki ligi (sezony 1971, 1976, 1977, 1978). W 1972 Nippon Kokan awansował do półfinału Pucharu Cesarza. W 1979 przegrał z Yamaha Motor SC w meczu barażowym (pierwszy mecz - 0:0, mecz rewanżowy - 1:2) i spadł do JSL Division 2. 
W 1980 zdobył Puchar JSL, ale w lidze zajął czwarte miejsce. Rok później został mistrzem niższej dywizji, dzięki czemu awansował do JSL. Na pierwszym poziomie rozgrywek zajął ostatnią pozycję i ponownie wrócił do niższej dywizji. W sezonie 1983 zdobył mistrzostwo JSL Division 2 i jeszcze raz awansował do pierwszej ligi.
Po pięciu latach, w których klub balansował pomiędzy ligami, w 1985 zajął drugie miejsce w JSL, po raz pierwszy w historii klubu i przez trzy kolejne sezony powtarzał ten sukces. Dzięki temu klub miał w składzie etatowych reprezentantów Japonii, takich jak bramkarz Kiyotaka Matsui, obrońca Takashi Tanaka i napastnik Toshio Matsuura. Ta passa nie trwała jednak długo i klub ponownie wrócił na niższe miejsca w lidze, a w sezonie 1990/1991 stał się „czerwoną latarnią” ligi i został zdegradowany do JSL Division 2. W tym czasie klub był jednym z nielicznych, w którym wszyscy zawodnicy nie byli zawodowcami i pracowali przed rozpoczęciem treningów.
Kiedy w 1992 powstała J.League, zarząd NKK SC postanowił nie przechodzić na zawodowstwo, przez co klub dołączył do Japan Football League. Klub jednak osiągał słabe wyniki, przez co pod koniec sezonu został zdegradowany. W 1993 zajął 3. miejsce na trzecim szczeblu rozgrywek. Cele na następny rok, jak i skład, były już ustalone, jednak pod koniec grudnia 1993, po zakończeniu sezonu, zawodnicy i personel zostali poinformowani o zawieszeniu klubu. Według Hisao Kuramaty, który był asystentem trenera, w kuluarach mówiono o przenosinach do Sendai w prefekturze Miyagi i dążeniu ku awans do J.League, ale przedsiębiorstwo Nippon Kokan było temu przeciwne. 

### Nazwy klubu
- 1932-1988: Nippon Kokan Soccer Club (jap. 日本鋼管サッカー部 Nippon Kokan Sakkā-Bu)
- 1988-1993: NKK Soccer Club (jap. NKKサッカー部 NKK Sakkā-Bu)

## Trenerzy
- Tsugio Kataoka (1949)
- Tsumura Nobumasa (1953)
- Shigeo Sakai (1955)
- Masa Takeo (1956–1957)
- Sumio Hayakawa (1958)
- Yasuo Takamori (1962–1966)
- Susumi Chida (1967–1971)
- Takaji Tanaka (1971–1976)
- Minoru Ueda (1976–1979)
- Susumi Chida (1980–1982)
- Yoshimasa Fukumura (1983–1988)
- Shintaro Okamura (1989–1992)
- Toshio Matsuura (1992–1993)